# Campionat de Castella i Lleó de futbol
El Campionat de Castella i Lleó de futbol, també anomenat Campionat Regional Castellano-Lleonés, fou la màxima competició futbolística disputada a Castella i Lleó en els primers anys del futbol al territori. Era organitzat per la Federació Castellano-Lleonesa de Futbol, i es disputà entre 1924 i 1931. La federació incloïa clubs de les províncies de Burgos, Palència, Valladolid, Salamanca, Zamora, Lleó, Àvila i Segòvia. Igual que succeïa amb la resta de campionats regionals, era una competició classificatòria per al [[Copa del Rei de futbol|Campionat d'Espanya.

## Història
La primera edició del campionat s'inicià el 20 de gener de 1924. Aquesta edició es dividí en dos grups, el lleonès i el castellà, i ambdós campions havien de disputar la final per al títol. L'Acadèmia de Cavalleria de Valladolid renuncià a jugar la final i la Unión Deportiva Española de Salamanca esdevingué primer campió.
L'any 1932 la Federació Castellano-Lleonesa desaparegué i el campionat finalitzà. Les províncies de Zamora, Valladolid, Àvila, Salamanca i Segovia s'uniren a la Federació Centre, que canvià el nom pel de Federació Castellana. D'altra banda, les províncies de Palència i Burgos ingressaren a la Federació Càntabra i la de Lleó passà a la Federació Asturiana. Així els principals clubs de la regió passaren a disputar el Campionat Mancomunat Centre-Aragó i l'any següent el Campionat Mancomunat Castella-Sud.
L'any 1934, l'assemblea de la Reial Federació Espanyola de Futbol va aprovar una reestructuració de les competicions de futbol, mitjançant la qual es van crear una sèrie de Campionats Suprarregionals, col·locats jeràrquicament per sobre dels campionats regionals organitzats per les federacions territorials que tradicionalment s'havien disputat fins aleshores. Els clubs castellans disputaren el Campionat Suprarregional grup 2 Castella-Cantàbria-Aragó.

## Historial
Font:
| Campionat Mancomunat Centre-Aragó-Castella i Lleó      |
| Campionat Mancomunat Castella (Centre)-Sud             |
| Campionat Suprarregional Castella-Cantàbria-Aragó      |
| Campionat Mancomunat Centre (Madrid i Castella i Lleó) |

| Temporada                             | Campió                                                       | Resultat                                                     | Subcampió                                                    |
| Campionat Regional Lleonès            | Campionat Regional Lleonès                                   | Campionat Regional Lleonès                                   | Campionat Regional Lleonès                                   |
| ------------------------------------- | ------------------------------------------------------------ | ------------------------------------------------------------ | ------------------------------------------------------------ |
| 1923-24                               | UD Española de Salamanca (1)                                 | n/p                                                          | Academia de Caballería de Valladolid                         |
| Campionat Regional Castellano-Lleonès |                                                              |                                                              |                                                              |
| 1924-25                               | CD Español de Valladolid (1)                                 | lliga                                                        | Cultural Leonesa                                             |
| 1925-26                               | Cultural Leonesa (1)                                         | lliga                                                        | RU Deportiva Valladolid                                      |
| 1926-27                               | RU Deportiva Valladolid (1)                                  | lliga                                                        | CD Español de Valladolid                                     |
| 1927-28                               | Cultural Leonesa (2)                                         | lliga                                                        | RU Deportiva Valladolid                                      |
| 1928-29                               | Cultural Leonesa (3)                                         | lliga                                                        | Real Valladolid CF                                           |
| 1929-30                               | Cultural Leonesa (4)                                         | lliga                                                        | Real Valladolid CF                                           |
| 1930-31                               | Real Valladolid CF (1)                                       | lliga                                                        | Cultural Leonesa                                             |
| 1931-32                               | vegeu Campionat Mancomunat Centre-Aragó-Castella i Lleó      | vegeu Campionat Mancomunat Centre-Aragó-Castella i Lleó      | vegeu Campionat Mancomunat Centre-Aragó-Castella i Lleó      |
| 1932-33                               | vegeu el Campionat Mancomunat Centre-Sud                     | vegeu el Campionat Mancomunat Centre-Sud                     | vegeu el Campionat Mancomunat Centre-Sud                     |
| 1933-34                               | vegeu el Campionat Mancomunat Centre-Sud                     | vegeu el Campionat Mancomunat Centre-Sud                     | vegeu el Campionat Mancomunat Centre-Sud                     |
| 1934-35                               | vegeu Campionat Suprarregional Castella-Cantàbria-Aragó      | vegeu Campionat Suprarregional Castella-Cantàbria-Aragó      | vegeu Campionat Suprarregional Castella-Cantàbria-Aragó      |
| 1935-36                               | vegeu Campionat Suprarregional Castella-Cantàbria-Aragó      | vegeu Campionat Suprarregional Castella-Cantàbria-Aragó      | vegeu Campionat Suprarregional Castella-Cantàbria-Aragó      |
| 1936-37                               | no es disputà per la guerra civil                            | no es disputà per la guerra civil                            | no es disputà per la guerra civil                            |
| 1937-38                               | no es disputà per la guerra civil                            | no es disputà per la guerra civil                            | no es disputà per la guerra civil                            |
| 1938-39                               | no es disputà per la guerra civil                            | no es disputà per la guerra civil                            | no es disputà per la guerra civil                            |
| 1939-40                               | vegeu Campionat Mancomunat Centre (Madrid i Castella i Lleó) | vegeu Campionat Mancomunat Centre (Madrid i Castella i Lleó) | vegeu Campionat Mancomunat Centre (Madrid i Castella i Lleó) |

## Palmarès
- Cultural y Deportiva Leonesa: 4 títols (1925-26, 1927-28, 1928-29, 1929-30)
- Unión Deportiva Española: 1 títol (1923-24)
- Club Deportivo Español: 1 títol (1924-25)
- Real Unión Deportiva: 1 títol (1926-27)
- Real Valladolid Club de Fútbol: 1 títol (1930-31)